# 图瓦尔
图瓦尔（法語：Thoires，法語發音：[twaʁ]）是法国科多尔省的一个市镇，位于该省北部，属于蒙巴尔区。

## 地理
图瓦尔（47°56'6"N, 4°40'32"E）面积10.22 平方千米，位于法国勃艮第-弗朗什-孔泰大區科多尔省，该省份为法国中东部省份，北起奥布省，西接涅夫勒省和约讷省，南至索恩-卢瓦尔省，东南接汝拉省，东临上索恩省，东北部与上马恩省接壤。
与图瓦尔接壤的市镇（或旧市镇、城区）包括：里耶勒莱索、乌尔斯河畔伯朗、比塞拉科特、乌尔斯河畔布里永。

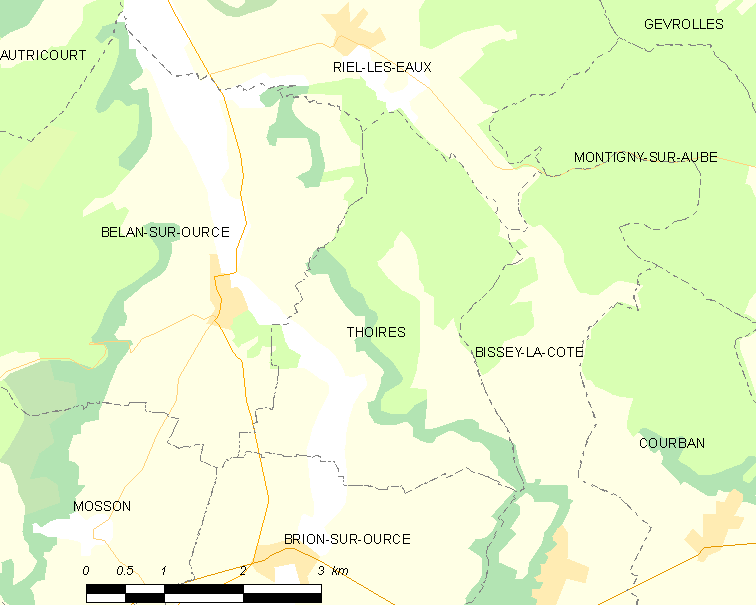
图瓦尔的OSM定位图

图瓦尔的时区为UTC+01:00、UTC+02:00（夏令时）。

## 行政
图瓦尔的邮政编码为21570，INSEE市镇编码为21628。

## 政治
图瓦尔所属的省级选区为塞纳河畔沙蒂永县。

## 人口

1962-2008年间图瓦尔人口变化图示

图瓦尔于2022年1月1日时的人口数量为58人。